# Medalje SFRJ
Medalje SFRJ so bila odlikovanja, ki jih je podeljevala Socialistična federativna republika Jugoslavija. Med odlikovanja SFRJ so spadali tudi redi SFRJ.
Medalje SFRJ so bile:
1. medalja za hrabrost
2. medalja zaslug za narod
3. medalja dela
4. medalja za vojaške zasluge
5. medalja za vojaške vrline
6. medalja za zasluge

Zgornji vrstni red medalj pomeni njihovo zaporedje.